# Mitsuko Miyagawa

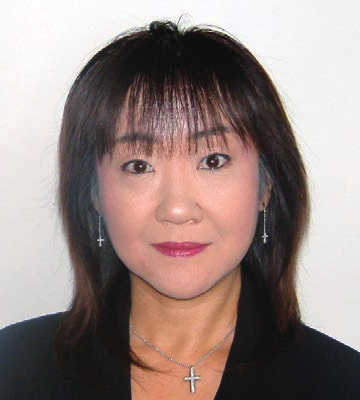
Mitsuko Miyagawa (2019)

Mitsuko Miyagawa (japanisch 宮川 美津子 Miyagawa Mitsuko; * 13. Februar 1960 in Toyohashi) ist eine japanische Juristin. Sie ist seit 2023 Richterin am Obersten Gerichtshof Japans.

## Leben und Wirken
Miyagawa studierte Rechtswissenschaften an der Universität Tokio, wo sie 1984 ihren Abschluss machte. 1986 wurde sie zur Tokioter Anwaltschaft zugelassen und praktizierte in der Folge als Rechtsanwältin. Berufsbegleitend erwarb sie bis zum Abschluss 1993 an der Harvard Law School den Titel Master of Laws. 1995 wurde sie bei TMI Associates, einer der fünf größten Anwaltskanzleien Japans, zur Partnerin ernannt. Ab 2002 war sie Mitglied des Komitees für das Recht des geistigen Eigentums der japanischen Anwaltskammer. Neben ihrer anwaltlichen Tätigkeit widmete sie sich sei 2005 auch der Lehrtätigkeit und war Dozentin an der Keiō-Universität tätig. Ab 2007 war sie beratend für Fragen des Rechts des geistigen Eigentums für das japanische Bildungsministerium und seit 2013 in selber Funktion auch für das Kabinett tätig. 2016 wechselte sie in den Aufsichtsrat der Panasonic Corporation, schied aber bereits 2017 wieder aus. 2018 wurde sie zur Direktorin der japanischen Vereinigung der Schiedsrichter ernannt. Ab 2019 gehörte sie dem Aufsichtsrat von Mitsubishi Motors an und wurde zur Vorsitzenden des Zentrums für das Recht geistigen Eigentums der japanischen Anwaltskammer ernannt.
Am 6. November 2023 wurde Miyagawa zur Richterin am Obersten Gerichtshof Japans ernannt.